# Tsurugi (Tokushima)
Tsurugi (つるぎ町?) è una cittadina giapponese della prefettura di Tokushima.